# William Adkins
William „Bill“ Adkins (* 1888; † 28. März 1982 in Ottawa, Ontario) war ein kanadischer Theaterkoordinator und Bühnenbildner englischer Abstammung.

## Leben
Adkins kam in der Folge der Demobilisierung nach dem Ersten Weltkrieg nach Ottawa und wurde Archivar am Indian Affairs Department, dessen Deputy Minister Duncan Campbell Scott war. Scott holte Adkins zur Bühne, als die Ottawa Drama League Stücke im National Museum aufführte. Adkins hatte bei George Haythorne gelernt, als dieser mit einer Schauspieltruppe aus England durch Kanada tourte. Er sorgte für professionelle Aufführungen im Ottawa Little Theatre. Zusammen mit einem Kollegen und einem Elektriker bildeten die beiden die Backstage-Crew des Theaters, das sie gegen einen bescheidenen Lohn engagierte. Adkins war auch subscriber (Miteigentümer), damit war er im General Meeting des Hauses abstimmungsberechtigt. Joan Finnigan beschreibt ihn als die „Seele des Unternehmens“, einzelne Autoren hielten ihn sogar für den Direktor des Little Theatre. 
Mehr als 50 Jahre lang war Adkins Inspizient und Bühnenbildner der Ottawa Drama League und später des Ottawa Little Theatre. 
Am 22. Dezember 1972 wurde er zum Member des Order of Canada ernannt. Er starb im März 1982 im Alter von 93 Jahren.